# Rachel Dolezal
Rachel Dolezal (ur. 12 listopada 1977) – amerykańska artystka, aktywistka na rzecz praw mniejszości.

## Życiorys
Rachel Dolezal urodziła się w hrabstwie Lincoln w Montanie jako córka Ruthanne i Lawrence'a Dolezal. Jej oboje rodzice są biali, ale sama Dolezal utrzymuje, że nie są oni jej biologicznymi rodzicami, choć nie zaprzecza, że wychowywali ją w Montanie. Jak twierdzi, już jako pięciolatka postrzegała się jako Afroamerykanka, według jej własnej relacji tak też się przedstawiała na rysunkach − z brązową skórą i czarnymi, kręconymi włosami − natomiast jej rodzice całkowicie zdementowali te informacje.
Dolezal twierdzi, że ukończyła Belhaven University w Jackson w stanie Mississippi, a w czasie studiów starała się o organizację uroczystości upamiętniających Martina Luthera Kinga Jr i utworzyła kurs historii Afroamerykanów. Po studiach przeniosła się do Waszyngtonu, gdzie ukończyła studia na Howard University ze stopniem magistra sztuk pięknych. W czasie studiów pozwała uczelnię za dyskryminację jej jako białej (2002). Utrzymywała, że decyzja o usunięciu części jej prac ze studenckiej wystawy miała być umotywowana chęcią faworyzowania czarnych studentów. Pozew ten został oddalony.
Po studiach podejmowała pracę w wielu miejscach. Określa się jako artystka, modelka, stylistka i nauczycielka gry na pianinie, prowadzi też bloga. Pracowała w Human Rights Education Institute w Coeur d'Alene w Idaho i jako wykładowca w North Idaho College. W latach 2007−2015 uczyła na Eastern Washington University w Cheney w stanie Waszyngton. Działała także jako szefowa oddziału National Association for the Advancement of Colored People w Spokane w stanie Waszyngton, która jest organizacją walczącą o prawa mniejszości, jej działalność jako aktywistki przyniosła jej społeczne uznanie.
Na początku czerwca 2015 z mediami skontaktowali się rodzice Dolezal, z którymi od lat nie utrzymywała kontaktu, i przekazali zdjęcia córki z dzieciństwa. Przedstawiały one białą, blondwłosą dziewczynkę. Zgodnie z przekazanymi przez nich informacjami o tym, że ich córka identyfikuje się jako Afroamerykanka, dowiedzieli się już w XXI wieku z jednego z artykułów na temat jej działalności. Po ujawnieniu przez media niejasności wokół jej tożsamości Dolezal zrezygnowała ze stanowiska szefowej oddziału NAACP w Spokane.